# Lacantunia enigmatica
Lacantunia enigmatica (Rodiles-Hernández, Hendrickson e Lundberg, 2005) è un pesce osseo d'acqua dolce, unico membro vivente della famiglia Lacantuniidae (ordine Siluriformes).

## Distribuzione e habitat
Endemico del Chiapas, nel sud del Messico. Si trova nel fiume Usumacinta, nel Lacantún e nella Selva Lacandona. È presente anche nella Riserva della Biosfera Montes Azules
Vive nelle parti più profonde dei fiumi con corrente forte e turbinosa, con fondo di rocce.

## Descrizione
Due raggi spinosi nella pinna dorsale seguiti da 8-10 raggi molli. Nella pinna anale non sono presenti raggi spiniformi. Sebbene sia di aspetto molto simile a quello degli altri Siluriformes le caratteristiche dello scheletro e della vescica natatoria sono uniche nell'ordine e rendono questa specie di difficile collocamento tassonomico.
La taglia massima nota è di 42,7 cm.

## Biologia
Complessivamente quasi ignota. È un animale notturno.

### Alimentazione
Si nutre di pesci, gamberetti, granchi e semi con tegumento duro.